# Kevin Schwantz
Kevin Schwantz (Houston, Teksas, SAD, 19. lipnja 1964.), bivši američki vozač motociklističkih te automobilističkih utrka.  

## Uspjesi u prvenstvima
Svjetsko prvenstvo - 500cc
- prvak: 1993.
- drugoplasirani: 1990.
- trećeplasirani: 1991.

AMA - Superbike
- drugoplasirani: 1987.

## Osvojene utrke

### Osvojene utrke u natjecanjima sa statusom svjetskog prvenstva
| sezona | prvenstvo                  | momčad                   | konstruktor | motocikl             | staza             | osvojena utrka           | izvori                     |
| ------ | -------------------------- | ------------------------ | ----------- | -------------------- | ----------------- | ------------------------ | -------------------------- |
| 1988.  | Svjetsko prvenstvo - 500cc | Team Pepsi Suzuki        | Suzuki      | Suzuki RGV500        | Suzuka            | VN Japana                | [ 1 ] [ 2 ] [ 3 ] [ 4 ]    |
| 1988.  | Svjetsko prvenstvo - 500cc | Team Pepsi Suzuki        | Suzuki      | Suzuki RGV500        | Nürburgring       | VN Njemačke              | [ 1 ] [ 2 ] [ 3 ] [ 4 ]    |
| 1989.  | Svjetsko prvenstvo - 500cc | Team Pepsi Suzuki        | Suzuki      | Suzuki RGV500        | Suzuka            | VN Japana                | [ 1 ] [ 5 ] [ 6 ] [ 7 ]    |
| 1989.  | Svjetsko prvenstvo - 500cc | Team Pepsi Suzuki        | Suzuki      | Suzuki RGV500        | Salzburgring      | VN Austrije              | [ 1 ] [ 5 ] [ 6 ] [ 7 ]    |
| 1989.  | Svjetsko prvenstvo - 500cc | Team Pepsi Suzuki        | Suzuki      | Suzuki RGV500        | Grobnik           | VN Jugoslavije           | [ 1 ] [ 5 ] [ 6 ] [ 7 ]    |
| 1989.  | Svjetsko prvenstvo - 500cc | Team Pepsi Suzuki        | Suzuki      | Suzuki RGV500        | Donnington Park   | VN Britanije             | [ 1 ] [ 5 ] [ 6 ] [ 7 ]    |
| 1989.  | Svjetsko prvenstvo - 500cc | Team Pepsi Suzuki        | Suzuki      | Suzuki RGV500        | Brno - Masaryk    | VN Čehoslovačke          | [ 1 ] [ 5 ] [ 6 ] [ 7 ]    |
| 1989.  | Svjetsko prvenstvo - 500cc | Team Pepsi Suzuki        | Suzuki      | Suzuki RGV500        | Goiânia           | VN Brazila               | [ 1 ] [ 5 ] [ 6 ] [ 7 ]    |
| 1990.  | Svjetsko prvenstvo - 500cc | Team Lucky Strike Suzuki | Suzuki      | Suzuki RGV500        | Nürburgring       | VN Njemačke              | [ 1 ] [ 8 ] [ 9 ] [ 10 ]   |
| 1990.  | Svjetsko prvenstvo - 500cc | Team Lucky Strike Suzuki | Suzuki      | Suzuki RGV500        | Salzburgring      | VN Austrije              | [ 1 ] [ 8 ] [ 9 ] [ 10 ]   |
| 1990.  | Svjetsko prvenstvo - 500cc | Team Lucky Strike Suzuki | Suzuki      | Suzuki RGV500        | Assen             | VN Nizozemske (Dutch TT) | [ 1 ] [ 8 ] [ 9 ] [ 10 ]   |
| 1990.  | Svjetsko prvenstvo - 500cc | Team Lucky Strike Suzuki | Suzuki      | Suzuki RGV500        | Le Mans - Bugatti | VN Francuske             | [ 1 ] [ 8 ] [ 9 ] [ 10 ]   |
| 1990.  | Svjetsko prvenstvo - 500cc | Team Lucky Strike Suzuki | Suzuki      | Suzuki RGV500        | Donnington Park   | VN Britanije             | [ 1 ] [ 8 ] [ 9 ] [ 10 ]   |
| 1991.  | Svjetsko prvenstvo - 500cc | Team Lucky Strike Suzuki | Suzuki      | Suzuki RGV500        | Suzuka            | VN Japana                | [ 1 ] [ 11 ] [ 12 ] [ 13 ] |
| 1991.  | Svjetsko prvenstvo - 500cc | Team Lucky Strike Suzuki | Suzuki      | Suzuki RGV500        | Hockenheimring    | VN Njemačke              | [ 1 ] [ 11 ] [ 12 ] [ 13 ] |
| 1991.  | Svjetsko prvenstvo - 500cc | Team Lucky Strike Suzuki | Suzuki      | Suzuki RGV500        | Assen             | VN Nizozemske (Dutch TT) | [ 1 ] [ 11 ] [ 12 ] [ 13 ] |
| 1991.  | Svjetsko prvenstvo - 500cc | Team Lucky Strike Suzuki | Suzuki      | Suzuki RGV500        | Donnington Park   | VN Britanije             | [ 1 ] [ 11 ] [ 12 ] [ 13 ] |
| 1991.  | Svjetsko prvenstvo - 500cc | Team Lucky Strike Suzuki | Suzuki      | Suzuki RGV500        | Le Mans - Bugatti | Vitesse du Mans GP       | [ 1 ] [ 11 ] [ 12 ] [ 13 ] |
| 1992.  | Svjetsko prvenstvo - 500cc | Lucky Strike Suzuki      | Suzuki      | Suzuki RGV500        | Mugello           | VN Italije               | [ 1 ] [ 14 ] [ 15 ] [ 16 ] |
| 1993.  | Svjetsko prvenstvo - 500cc | Lucky Strike Suzuki      | Suzuki      | Suzuki RGV500        | Eastern Creek     | VN Australije            | [ 1 ] [ 17 ] [ 18 ] [ 19 ] |
| 1993.  | Svjetsko prvenstvo - 500cc | Lucky Strike Suzuki      | Suzuki      | Suzuki RGV500        | Jerez             | VN Španjolske            | [ 1 ] [ 17 ] [ 18 ] [ 19 ] |
| 1993.  | Svjetsko prvenstvo - 500cc | Lucky Strike Suzuki      | Suzuki      | Suzuki RGV500        | Salzburgring      | VN Austrije              | [ 1 ] [ 17 ] [ 18 ] [ 19 ] |
| 1993.  | Svjetsko prvenstvo - 500cc | Lucky Strike Suzuki      | Suzuki      | Suzuki RGV500        | Assen             | VN Nizozemske (Dutch TT) | [ 1 ] [ 17 ] [ 18 ] [ 19 ] |
| 1994.  | Svjetsko prvenstvo - 500cc | Lucky Strike Suzuki      | Suzuki      | Suzuki RGV500 (XR84) | Suzuka            | VN Japana                | [ 1 ] [ 20 ] [ 21 ] [ 22 ] |
| 1994.  | Svjetsko prvenstvo - 500cc | Lucky Strike Suzuki      | Suzuki      | Suzuki RGV500 (XR84) | Donnington Park   | VN Britanije             | [ 1 ] [ 20 ] [ 21 ] [ 22 ] |

### Ostale pobjede
| sezona | prvenstvo       | momčad           | konstruktor | motocikl        | staza                                | osvojena utrka        | izvori               |
| ------ | --------------- | ---------------- | ----------- | --------------- | ------------------------------------ | --------------------- | -------------------- |
| 1985.  | AMA - Superbike | Yoshimura Suzuki | Suzuki      | Suzuki          | Willow Springs Raceway               | Round 2               | [ 23 ] [ 24 ] [ 25 ] |
| 1985.  | AMA - Superbike | Yoshimura Suzuki | Suzuki      | Suzuki          | Seattle International Raceway (Kent) | Round 9               | [ 23 ] [ 24 ] [ 25 ] |
| 1985.  | AMA - Superbike | Yoshimura Suzuki | Suzuki      | Suzuki          | Sears Point Raceway (Sonoma)         | Round 10              | [ 23 ] [ 24 ] [ 25 ] |
| 1985.  | AMA - Superbike | Yoshimura Suzuki | Suzuki      | Suzuki GSX-R750 | Bryar Motorsports Park (Loudon)      | Round 4               | [ 26 ] [ 24 ] [ 25 ] |
| 1985.  | AMA - Superbike | Yoshimura Suzuki | Suzuki      | Suzuki GSX-R750 | Road America (Elkhart Lake)          | Round 5               | [ 26 ] [ 24 ] [ 25 ] |
| 1985.  | AMA - Superbike | Yoshimura Suzuki | Suzuki      | Suzuki GSX-R750 | Mid-Ohio Sports Car Course           | Round 7               | [ 26 ] [ 24 ] [ 25 ] |
| 1985.  | AMA - Superbike | Yoshimura Suzuki | Suzuki      | Suzuki GSX-R750 | Memphis Motorsports Park             | Round 8               | [ 26 ] [ 24 ] [ 25 ] |
| 1985.  | AMA - Superbike | Yoshimura Suzuki | Suzuki      | Suzuki GSX-R750 | Sears Point Raceway (Sonoma)         | Round 9               | [ 26 ] [ 24 ] [ 25 ] |
| 1988.  | AMA - Superbike | Yoshimura Suzuki | Suzuki      | Suzuki          | Daytona International Speedway       | Round 1 - Daytona 200 | [ 27 ] [ 24 ] [ 25 ] |

## Pregled karijere

### Po sezonama - cestovni motociklizam
| sezona | prvenstvo                  | momčad                                                          | konstruktor         | motocikl                       | utrka   | pobjede | postolja | 1. startna pozicija | najbrži krug | bodova | plasman | izvori                            |
| ------ | -------------------------- | --------------------------------------------------------------- | ------------------- | ------------------------------ | ------- | ------- | -------- | ------------------- | ------------ | ------ | ------- | --------------------------------- |
| 1985.  | AMA - Superbike            | Yoshimura Suzuki                                                | Suzuki              | Suzuki                         | 4       | 3       | 3        | 2                   |              | 60     | 7.      | [ 23 ] [ 24 ] [ 25 ]              |
| 1986.  | Svjetsko prvenstvo - 500cc | Rizla Rizla Suzuki Rizla Heron Suzuki Suzuki Heron Skoal Bandit | Suzuki Heron/Suzuki | Suzuki XR71 Heron/Suzuki XR    | 4       | 0       | 0        | 0                   | 0            | 2      | 22.     | [ 1 ] [ 28 ] [ 29 ] [ 30 ] [ 31 ] |
| 1986.  | Formula TT - Formula 1     |                                                                 | Suzuki              | Suzuki 500                     |         | 0       | 1        |                     |              | 12     | 11.     | [ 32 ]                            |
| 1986.  | AMA - Superbike            | Yoshimura Suzuki                                                | Suzuki              | Suzuki GSX-R750                | 5       | 0       | 3        | 1                   |              | 45     | 7.      | [ 33 ] [ 24 ] [ 25 ]              |
| 1987.  | Svjetsko prvenstvo - 500cc | Heron Suzuki GB Ltd                                             | Suzuki Heron/Suzuki | Suzuki RGV500 Heron/Suzuki RGV | 3       | 0       | 0        | 0                   | 0            | 11     | 16.     | [ 1 ] [ 28 ] [ 34 ] [ 35 ] [ 36 ] |
| 1987.  | AMA - Superbike            | Yoshimura Suzuki                                                | Suzuki              | Suzuki                         | 9       | 5       | 7        | 5                   |              | 134    | 2.      | [ 26 ] [ 24 ] [ 25 ]              |
| 1988.  | Svjetsko prvenstvo - 500cc | Team Pepsi Suzuki                                               | Suzuki              | Suzuki RGV500                  | 14 (15) | 2       | 4        | 0                   | 2            | 119    | 8.      | [ 1 ] [ 28 ] [ 3 ] [ 4 ] [ 37 ]   |
| 1988.  | AMA - Superbike            |                                                                 | Suzuki              | Suzuki                         | 1       | 1       | 1        | 1                   |              | 20     | 12.     | [ 27 ] [ 24 ] [ 25 ]              |
| 1989.  | Svjetsko prvenstvo - 500cc | Team Pepsi Suzuki                                               | Suzuki              | Suzuki RGV500                  | 15      | 6       | 9        | 9                   | 8            | 162,5  | 4.      | [ 1 ] [ 28 ] [ 6 ] [ 7 ] [ 38 ]   |
| 1990.  | Svjetsko prvenstvo - 500cc | Team Lucky Strike Suzuki                                        | Suzuki              | Suzuki RGV500                  | 15      | 5       | 10       | 7                   | 6            | 188    | 2.      | [ 1 ] [ 28 ] [ 9 ] [ 10 ] [ 39 ]  |
| 1991.  | Svjetsko prvenstvo - 500cc | Team Lucky Strike Suzuki                                        | Suzuki              | Suzuki RGV500                  | 14      | 5       | 8        | 5                   | 4            | 204    | 3.      | [ 1 ] [ 28 ] [ 12 ] [ 13 ] [ 40 ] |
| 1992.  | Svjetsko prvenstvo - 500cc | Lucky Strike Suzuki                                             | Suzuki              | Suzuki RGV500                  | 12      | 1       | 3        | 1                   | 1            | 99     | 4.      | [ 1 ] [ 28 ] [ 15 ] [ 16 ] [ 41 ] |
| 1993.  | Svjetsko prvenstvo - 500cc | Lucky Strike Suzuki                                             | Suzuki              | Suzuki RGV500                  | 14      | 4       | 11       | 6                   | 2            | 248    | 1       | [ 1 ] [ 28 ] [ 18 ] [ 19 ] [ 42 ] |
| 1994.  | Svjetsko prvenstvo - 500cc | Lucky Strike Suzuki                                             | Suzuki              | Suzuki RGV500 (XR84)           | 11 (12) | 2       | 6        | 1                   | 3            | 169    | 4.      | [ 1 ] [ 28 ] [ 21 ] [ 22 ] [ 43 ] |
| 1995.  | Svjetsko prvenstvo - 500cc | Lucky Strike Suzuki                                             | Suzuki              | Suzuki RGV500                  | 3       | 0       | 0        | 0                   | 0            | 34     | 15.     | [ 1 ] [ 28 ] [ 44 ] [ 45 ] [ 46 ] |

## Vanjske poveznice
- kevin-schwantz.com
- (engl.) schwantzracing.com  Arhivirana inačica izvorne stranice od 29. lipnja 2021. (Wayback Machine)
- (engl.) motogp.com, Kevin Schwantz  Arhivirana inačica izvorne stranice od 29. lipnja 2021. (Wayback Machine)
- (engl.) imdb.com, Kevin Schwantz